# Två systrars församling
Två systrars församling i Svenska kyrkan tillhör Kalmar pastorat i Kalmar-Ölands kontrakt, Växjö stift.

## Administrativ historik
Församlingen bildades 1989 när Kalmar församling uppdelades.

## Församlingsvapen
Församlingen antog 1989 ett heraldiskt vapen med blasoneringen: Kluven i blått, vari ett oljekrus av silver belagt med ett latinskt kors av guld, och guld, vari en röd nyckel.
Oljekruset och nyckeln syftar på Lasaros två systrar som församlingen är uppkallad efter: Maria, som smorde Jesus med smörjelse, och Marta, vars helgonattribut är nyckeln. Vapnet formgavs av Torsten Waldemarsson.

## Kyrkobyggnader
- Två Systrars kapell i Norrliden

## Präster i församlingen
Under lång tid var Dag Sandahl och Ola Isacsson verksamma här. Sedan har Magnus Johansson (tidigare Walter), Bengt Sjöstrand (avled 17 november 2011), Mattias Östborg, Johan Alberius och Marco Aldén varit verksamma som präster i församlingen. Från januari 2025 är det Martin Fredh som verkar som präst i Två Systrars församling. 